# Vlkovice
Vlkovice (deutsch Wilkowitz) ist eine Gemeinde in Tschechien und gehört zum Okres Cheb.

## Geographie

### Geographische Lage
Der Rundling Vlkovice befindet sich im Westen des Tepler Hochlandes am Hügel Na Skále (686 m). Nördlich erhebt sich der Výhledy (Klinger, 704 m). Um das Dorf führt in einer weiten Schleife mit einem 380 m langen Tunnel unter dem Berg Hůrka die Bahnstrecke Mariánské Lázně–Karlovy Vary.

### Gemeindegliederung
Die Gemeinde Vlkovice besteht aus den Ortsteilen Martinov (Martnau) und Vlkovice (Wilkowitz), die zugleich auch Katastralbezirke bilden.

### Nachbargemeinden
Nachbarorte sind Zádub im Norden, Milhostov im Nordosten, Ovesné Kladruby im Osten, Vysočany im Südosten, Martinov im Süden, Chotěnov im Südwesten sowie Stanoviště und Úšovice im Westen.

## Geschichte
Das Dorf entstand zwischen 1160 und 1217 an dem von der Landespforte bei Dolní Žandov heraufführenden Königsweg. Die Gründer des ursprünglich aus acht Gütern bestehenden Rundlinges waren Slawen vom Stamme der Lutschanen (?).
Die erste urkundliche Erwähnung des zum Stift Tepl gehörenden Dorfes Vulcouici erfolgte im Jahre 1273. Das ursprünglich nach Habakladrau gepfarrte Dorf gehörte seit dem 13. Jahrhundert zur Pfarre Pístov. Während der Hussitenkriege gewannen radikale hussitische Prediger, die in Pístov predigten, auch Einfluss auf die Bevölkerung von Vlkovice.
Im Laufe des 15. Jahrhunderts hatte sich auch die Bevölkerungsstruktur verändert, die Mehrheit der Einwohner von Wilkowitz waren Deutsche.
1530 verkaufte das Kloster Wilkowitz zusammen mit den meisten seiner Dörfer an die Pflugk von Rabenstein. Dadurch verlor das Kloster auch den Einfluss auf die Bevölkerung und der Ort wurde evangelisch. 1549 erhielt das Kloster seinen alten Besitz zurück und begann mit der Rekatholisierung.
1680 brachen Bauernunruhen gegen die wachsenden Verpflichtungen gegenüber der Obrigkeit aus. Während dieser Zeit wurde das Tepler Hochland auch von einer großen Pestepidemie heimgesucht.
Zu Beginn des 18. Jahrhunderts erholten sich das Kloster und dessen Dörfer wieder von den Jahren des Niedergangs. 1784 war Wilkowitz nach Pistau (Pístov) das zweitgrößte Dorf der Klosterherrschaft.
1818 gründete der Tepler Abt Karl Reitenberger den Ort Marienbad. Erster Gerichtsschulze von Marienbad wurde der in Wilkowitz geborene Franz Josef Seidl (1781–1849).
Nach der Ablösung der Patrimonialherrschaften bildete Wilkowitz/Vlkovice mit Stanowitz und Wischezahn ab 1850 eine Gemeinde im Gerichtsbezirk Tepl bzw. im politischen Bezirk Tepl. In den 1890er Jahren wurde die Gemeinde in den Gerichtsbezirk Marienbad umgegliedert.
Mit der Betriebsaufnahme der Eisenbahn von Marienbad nach Karlsbad erhielt Wilkowitz 1898 einen Bahnanschluss. Zuvor war in zweijähriger Bauzeit unter der Kuppe Hůrka ein 380 m langer Tunnel angelegt worden. Vorgesehen war auch der Bau eines Eisenbahnkreuzes bei Wilkowitz und der Falkenauer Bahn durch den Kaiserwald über Sangerberg und Lauterbach nach Falkenau, deren Bau sich verzögerte und schließlich nach dem Ausbruch des Ersten Weltkrieges verworfen wurde.
Im Jahre 1931 eröffnete auf dem Klinger (Výhledy) auf Wilkowitzer Flur der Marienbader Zoo am Berg. Nach einem Brand im Jahre 1951 wurde der Zoologische Garten geschlossen.
1930 lebten in Wilkowitz 233 Menschen, 1939 waren es 227.
Nach dem Münchner Abkommen 1938 wurde das Dorf in das Deutsche Reich eingegliedert und gehörte bis 1945 zum Landkreis Marienbad.
Am 20. April 1945 führte ein Todesmarsch von etwa 800 KZ-Häftlingen aus Sachsen zum KZ Flossenbürg durch Wilkowitz. Circa acht Häftlinge starben in Wilkowitz, ihre Leichen wurden im Mai 1945 gefunden.
Nach dem Zweiten Weltkrieg kam Vlkovice zur Tschechoslowakei zurück; die deutschen Bewohner wurden vertrieben. Die Wiederbesiedlung des Dorfes war problematisch, bis 1946 kamen nur circa 100 tschechische Siedler nach Vlkovice.
Seit 1961 gehört Vlkovice zum Okres Cheb. 1961 wurde Martinov eingemeindet. Im Jahre 1976 verlor Vlkovice die Selbständigkeit und wurde Ortsteil von Marienbad. Seit 1990 besteht die Gemeinde wieder.

## Sehenswürdigkeiten
- Steinkreuze
- Sauerbrunnen Vlkovický pramen, südöstlich des Dorfes
- Naturdenkmal Milhostovické mofety; die Mofetten befinden sich östlich von Vlkovice im Tal des Baches Kladrubský potok.